# 陈井镇
陈井镇，是中华人民共和国甘肃省临夏回族自治州永靖县下辖的一个乡镇级行政单位。

## 行政区划
陈井镇下辖以下地区：
东风村、高峰村、西山村、秀岭村、中山村、仁和村、张家沟村、年家湾村、大岭村、陈井村、木厂村和瞿家庄村。